# Maysacksche Mühle

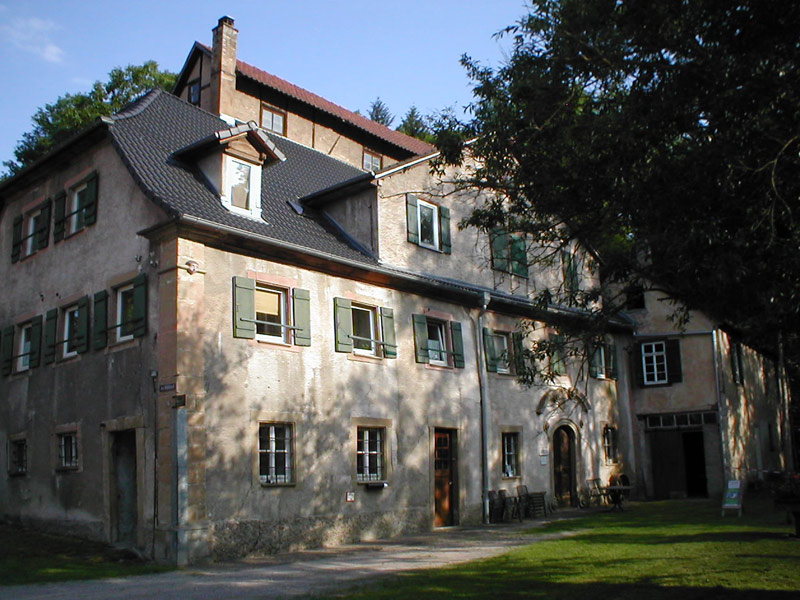
Maysacksche Mühle

Die Maysacksche Mühle ist eine ehemalige Mühle in Neckarmühlbach im Neckar-Odenwald-Kreis im nördlichen Baden-Württemberg. Sie ist eine der fünf historischen Mühlen des Fünfmühlentals.

## Lage
Die Mühle liegt kurz vor der Einmündung des Mühlbachs in den Neckar in Neckarmühlbach, am Ausgang des tief ins Gelände am Hang zum Neckar eingeschnittenen Tal des Mühlbachs. Oberhalb der Maysackschen Mühle liegt auf Gemarkung von Siegelsbach die Schnepfenhardter Mühle.

## Geschichte
Die Mühle ist seit 1357 als Burgmühle der nahen Burg Guttenberg nachgewiesen. Die Mühle war Bannmühle der jeweiligen Burgherren. Ihr heutiges Aussehen hat die Mühle seit dem 18. Jahrhundert. Der Name geht auf Johannes Maysack (1763–1840) zurück, der als letzter Bestandsmüller bis 1808 in Dienst war. 1808 wurde sie an den badischen Staat verkauft, der hier bis 1820 vergeblich Solebohrungen unternahm. Am 28. Februar 1820 erwarb Johannes Maysack für seinen Sohn Bernhard die Mühle, die 1824 durch ein Neckarhochwasser stark beschädigt wurde. Von diesem Hochwasser zeugt noch eine Hochwassermarke am nahen ehemaligen Gasthaus Schiff. Eine schmuckvolle Kartusche über dem Portal der Mühle trägt die Inschrift Possessor B M 1829 (Besitzer B[ernhard] M[aysack] 1829) und erinnert an den damaligen Umbau und die erneute Inbetriebnahme. Der Mühlenbetrieb wurde von der Familie Maysack über fünf Generationen fortgeführt und erst 1980 eingestellt. Die Mühle war an Mühlentagen gelegentlich zur Besichtigung geöffnet. Beim Mühlentag 2007 führte der Heimatforscher und letzte Müller, Ludwig Maysack (1911–2008), noch persönlich in ihre Geschichte ein.

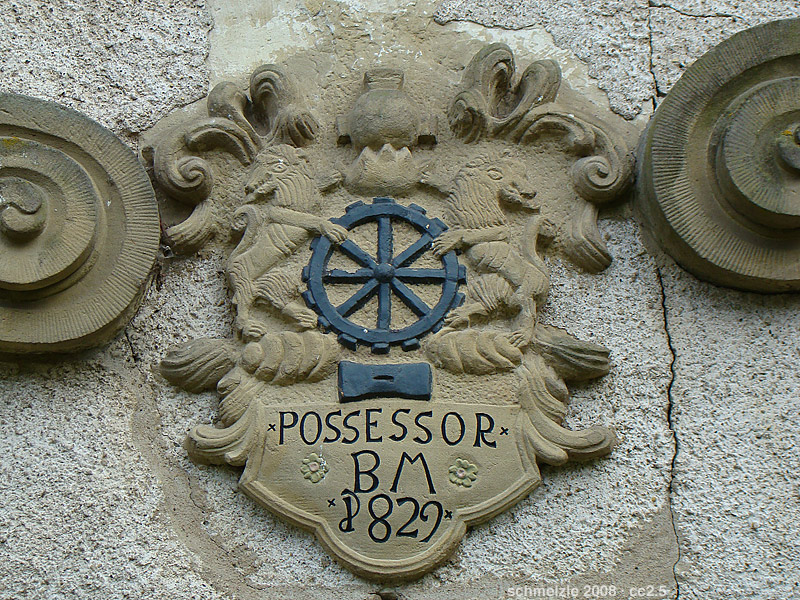
Portal
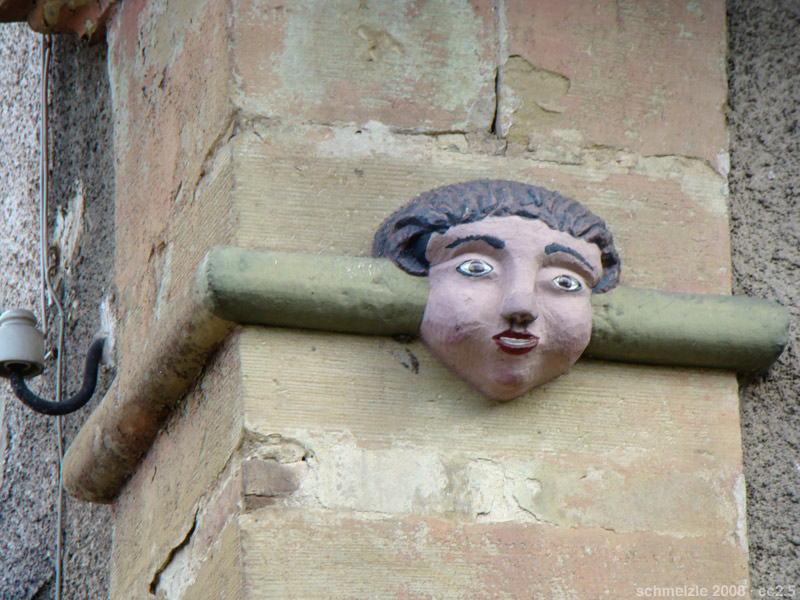
Neidkopf
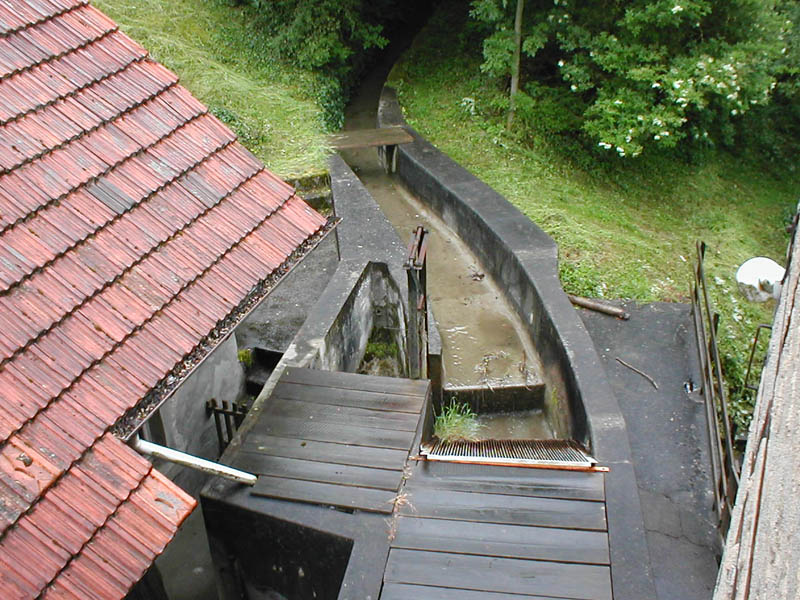
Mühlgraben
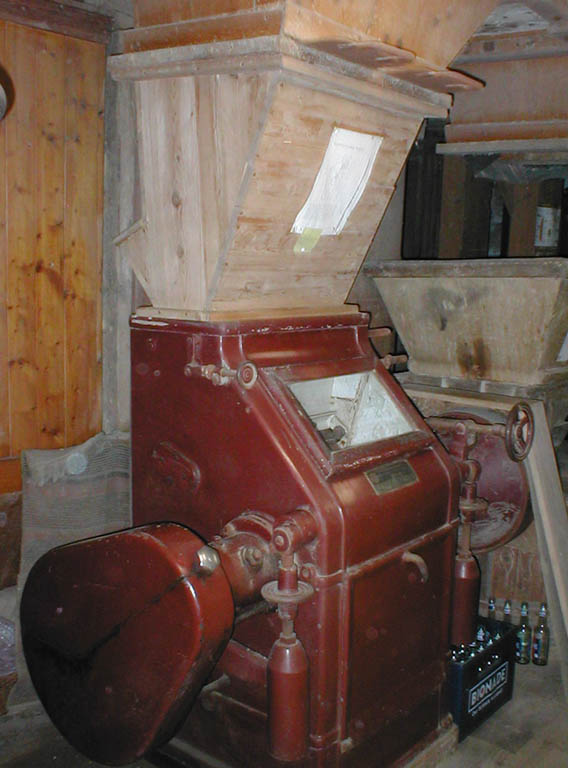
Mahlstuhl